# Matrice permutare
Matricea permutare asociată permutării {\displaystyle \pi } și notată {\displaystyle P_{\pi }} este matricea pătrată cu elemente 0 sau 1 care se obține din matricea unitate {\displaystyle I_{n}} modificând poziția liniilor în concordanță cu {\displaystyle \pi ^{-1}}, în sensul că linia {\displaystyle \pi _{i}} din matricea {\displaystyle I_{n}} trece în linia {\displaystyle i} a matricii {\displaystyle P_{\pi }} , unde:
{\displaystyle \pi ={\begin{pmatrix}\pi _{1}&\pi _{2}&\pi _{3}&...&\pi _{n}\end{pmatrix}}}
o permutare a mulțimii {1; 2; 3; ...;n}, adică o aplicație bijectivă de la mulțime la ea însăși:
{\displaystyle {\begin{pmatrix}1&2&...&i&...&n\\\downarrow &\downarrow &\downarrow &\downarrow &\downarrow &\downarrow \\\pi _{1}&\pi _{2}&...&\pi _{i}&...&\pi _{n}\end{pmatrix}}}
și {\displaystyle \pi ^{-1}} inversa sa
{\displaystyle \pi ^{-1}={\begin{pmatrix}\pi _{1}&\pi _{2}&...&\pi _{i}&...&\pi _{n}\\\downarrow &\downarrow &\downarrow &\downarrow &\downarrow &\downarrow \\1&2&...&i&...&n\end{pmatrix}}}
Exemplu
Pentru permutarea
{\displaystyle \pi ={\begin{pmatrix}2&1&3\end{pmatrix}}}
, matricea corespunzătoare permutării este:
{\displaystyle P_{\begin{pmatrix}2&1&3\end{pmatrix}}={\begin{pmatrix}0&1&0\\1&0&0\\0&0&1\end{pmatrix}}}

## Proprietăți ale matricelor permutare
1) Produsul dintre o matrice permutare și o matrice coloană este:
{\displaystyle P_{\pi }\cdot {\begin{pmatrix}x_{1}\\x_{2}\\\vdots \\x_{n}\end{pmatrix}}={\begin{pmatrix}x_{\pi _{1}}\\x_{\pi _{2}}\\\vdots \\x_{\pi _{n}}\\\end{pmatrix}}}
adică matricea {\displaystyle P_{\pi }} are ca efect permutarea liniilor matricei coloană conform permutării {\displaystyle \pi }.
Exemplul 1
{\displaystyle P_{\begin{pmatrix}2&1&3\end{pmatrix}}\cdot X={\begin{pmatrix}0&1&0\\1&0&0\\0&0&1\end{pmatrix}}\cdot {\begin{pmatrix}x_{1}\\x_{2}\\x_{3}\end{pmatrix}}={\begin{pmatrix}x_{2}\\x_{1}\\x_{3}\end{pmatrix}}}
În particular produsul unei matrice permutare cu o matrice {\displaystyle A} cu {\displaystyle n} linii și {\displaystyle m} coloane este matricea obținută din {\displaystyle A}
aplicând permutarea {\displaystyle \pi } liniilor sale.
Exemplul 2
{\displaystyle A={\begin{pmatrix}1&2&3\\4&5&6\\7&8&9\end{pmatrix}}}
{\displaystyle P_{\begin{pmatrix}2&1&3\end{pmatrix}}\cdot A={\begin{pmatrix}0&1&0\\1&0&0\\0&0&1\end{pmatrix}}\cdot {\begin{pmatrix}1&2&3\\4&5&6\\7&8&9\end{pmatrix}}={\begin{pmatrix}4&5&6\\1&2&3\\7&8&9\end{pmatrix}}}
2) Determinantul unei matrici permutare {\displaystyle P_{n}} este  1  dacă permutarea este pară sau  -1  dacă permutarea este impară.
Exemplu
{\displaystyle \pi ={\begin{pmatrix}2&1&3\end{pmatrix}}} - este permutare impară {\displaystyle \Rightarrow detP_{\pi }=-1}
 Consecință:   1) O matrice permutare este inversabilă.
2) Inversa unei matrice permutare conicide cu transpusa sa. 
{\displaystyle P_{\pi }^{-1}=P_{\pi }^{t}}.
Matricele permutare intervin în metode de rezolvare a sistemelor de ecuații liniare.